# Drucourt
Cet article possède des paronymes, voir Dricourt et Drocourt.
Drucourt est une commune française située dans le département de l'Eure en région Normandie.

## Géographie

### Localisation
Drucourt est une commune de l'ouest du département de l'Eure. Elle est située dans la région naturelle du Lieuvin, aux  portes du pays d'Auge, entre Lisieux et Bernay, à 2 km de Thiberville.

### Communes limitrophes
| Thiberville                     | Fontaine-la-Louvet | Duranville               |
| Thiberville, La Chapelle-Hareng | Drucourt           | Bournainville-Faverolles |
|                                 | Le Planquay        | Saint-Vincent-du-Boulay  |

### Hydrographie
La commune est située dans le bassin Seine-Normandie. Elle est drainée par la Calonne, la Paquine et le fossé 01 du Bosc Henri,,.
La Calonne, d'une longueur de 45 km, prend sa source dans la commune du Planquay et se jette  dans la Touques à Pont-l'Évêque, après avoir traversé 19 communes.

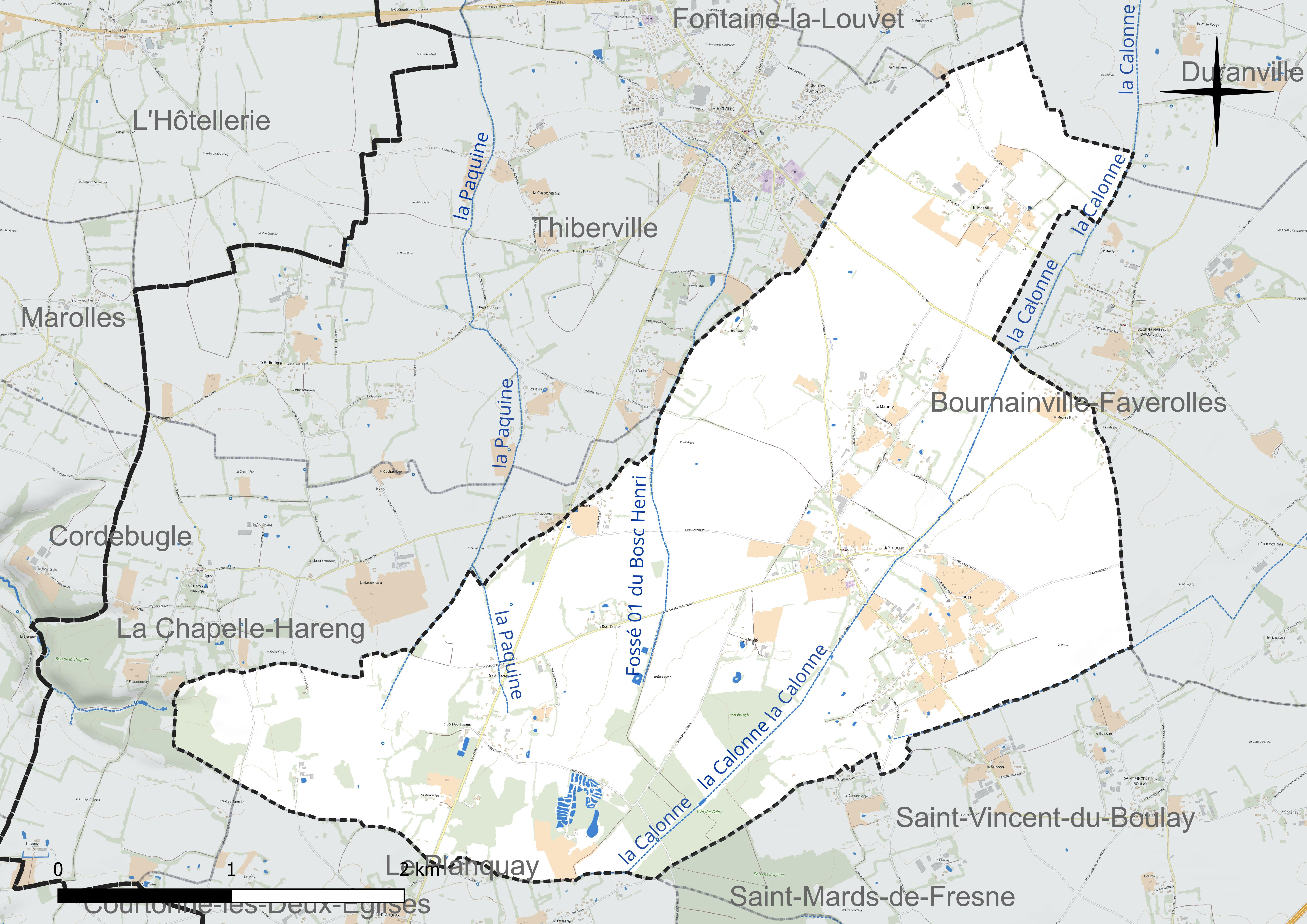
Réseau hydrographique de Drucourt.

La Paquine, d'une longueur de 25 km, prend sa source dans la commune  et se jette  dans la Touques à Ouilly-le-Vicomte, après avoir traversé 13 communes.

### Climat
Pour des articles plus généraux, voir Climat de la Normandie et Climat de l'Eure.
En 2010, le climat de la commune est de type climat océanique dégradé des plaines du Centre et du Nord, selon une étude du CNRS s'appuyant sur une série de données couvrant la période 1971-2000. En 2020, Météo-France publie une typologie des climats de la France métropolitaine dans laquelle la commune est exposée à un climat océanique et est dans la région climatique Côtes de la Manche orientale, caractérisée par un faible ensoleillement (1 550 h/an) ; forte humidité de l’air (plus de 20 h/jour avec humidité relative > 80 % en hiver), vents forts fréquents. Parallèlement le GIEC normand, un groupe régional d’experts sur le climat, différencie quant à lui, dans une étude de 2020, trois grands types de climats pour la région Normandie, nuancés à une échelle plus fine par les facteurs géographiques locaux. La commune est, selon ce zonage, exposée à un « climat contrasté des collines », correspondant au Pays d’Auge, Lieuvin et Roumois, moins directement soumis aux flux océaniques et connaissant toutefois des précipitations assez marquées en raison des reliefs collinaires qui favorisent leur formation.
Pour la période 1971-2000, la température annuelle moyenne est de 10,1 °C, avec  une amplitude thermique annuelle de 13,8 °C. Le cumul annuel moyen de précipitations est de 857 mm, avec 12,7 jours de précipitations en janvier et 8,4 jours en juillet. Pour la période 1991-2020, la température moyenne annuelle observée sur la station météorologique la plus proche, située sur la commune de Bernay à 10 km à vol d'oiseau, est de 10,9 °C et le cumul annuel moyen de précipitations est de 666,9 mm,. Pour l'avenir, les paramètres climatiques de la commune estimés pour 2050 selon différents scénarios d’émission de gaz à effet de serre sont consultables sur un site dédié publié par Météo-France en novembre 2022.

### Milieux naturels et biodiversité

#### ZNIEFF de type 1
- Le bois, les prairies et l'étang du bois Guillaume[15].
- Les prairies du Maurey[16].

## Urbanisme

### Typologie
Au 1er janvier 2024, Drucourt est catégorisée commune rurale à habitat dispersé, selon la nouvelle grille communale de densité à 7 niveaux définie par l'Insee en 2022.
Elle est située hors unité urbaine. Par ailleurs la commune fait partie de l'aire d'attraction de Bernay, dont elle est une commune de la couronne,. Cette aire, qui regroupe 36 communes, est catégorisée dans les aires de moins de 50 000 habitants,.

### Occupation des sols

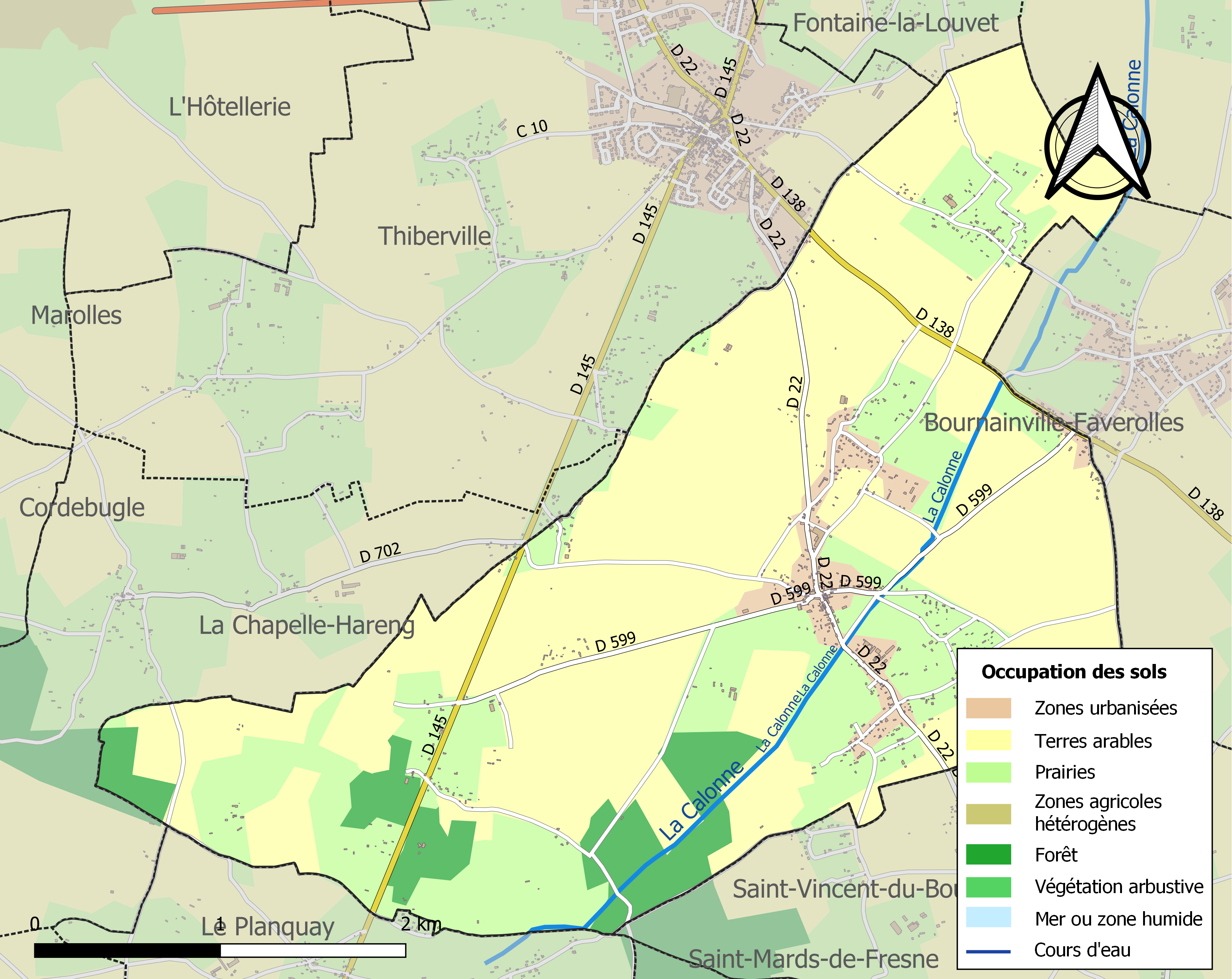
Carte des infrastructures et de l'occupation des sols de la commune en 2018 (CLC).

L'occupation des sols de la commune, telle qu'elle ressort de la base de données européenne d’occupation biophysique des sols Corine Land Cover (CLC), est marquée par l'importance des territoires agricoles (89 % en 2018), une proportion identique à celle de 1990 (89 %). La répartition détaillée en 2018 est la suivante : 
terres arables (62,8 %), prairies (26,2 %), forêts (7 %), zones urbanisées (4 %). L'évolution de l’occupation des sols de la commune et de ses infrastructures peut être observée sur les différentes représentations cartographiques du territoire : la carte de Cassini (XVIIIe siècle), la carte d'état-major (1820-1866) et les cartes ou photos aériennes de l'IGN pour la période actuelle (1950 à aujourd'hui).

### Habitat et logement
En 2020, le nombre total de logements dans la commune était de 312, alors qu'il était de 304 en 2015 et de 298 en 2010.
Parmi ces logements, 82,4 % étaient des résidences principales, 13,8 % des résidences secondaires et 3,8 % des logements vacants. Ces logements étaient pour 97,4 % d'entre eux des maisons individuelles et pour 1 % des appartements.
Le tableau ci-dessous présente la typologie des logements à Drucourt en 2020 en comparaison avec celle de l'Eure et de la France entière. Une caractéristique marquante du parc de logements est ainsi une proportion de résidences secondaires et logements occasionnels (13,8 %) supérieure à celle du département (6,2 %) et à celle de la France entière (9,7 %). Concernant le statut d'occupation de ces logements, 84,4 % des habitants de la commune sont propriétaires de leur logement (84,7 % en 2015), contre 65,3 % pour l'Eure et 57,5 pour la France entière.
| Typologie                                               | Drucourt | Eure | France entière |
| ------------------------------------------------------- | -------- | ---- | -------------- |
| Résidences principales (en %)                           | 82,4     | 85,5 | 82,1           |
| Résidences secondaires et logements occasionnels (en %) | 13,8     | 6,2  | 9,7            |
| Logements vacants (en %)                                | 3,8      | 8,2  | 8,2            |

## Toponymie

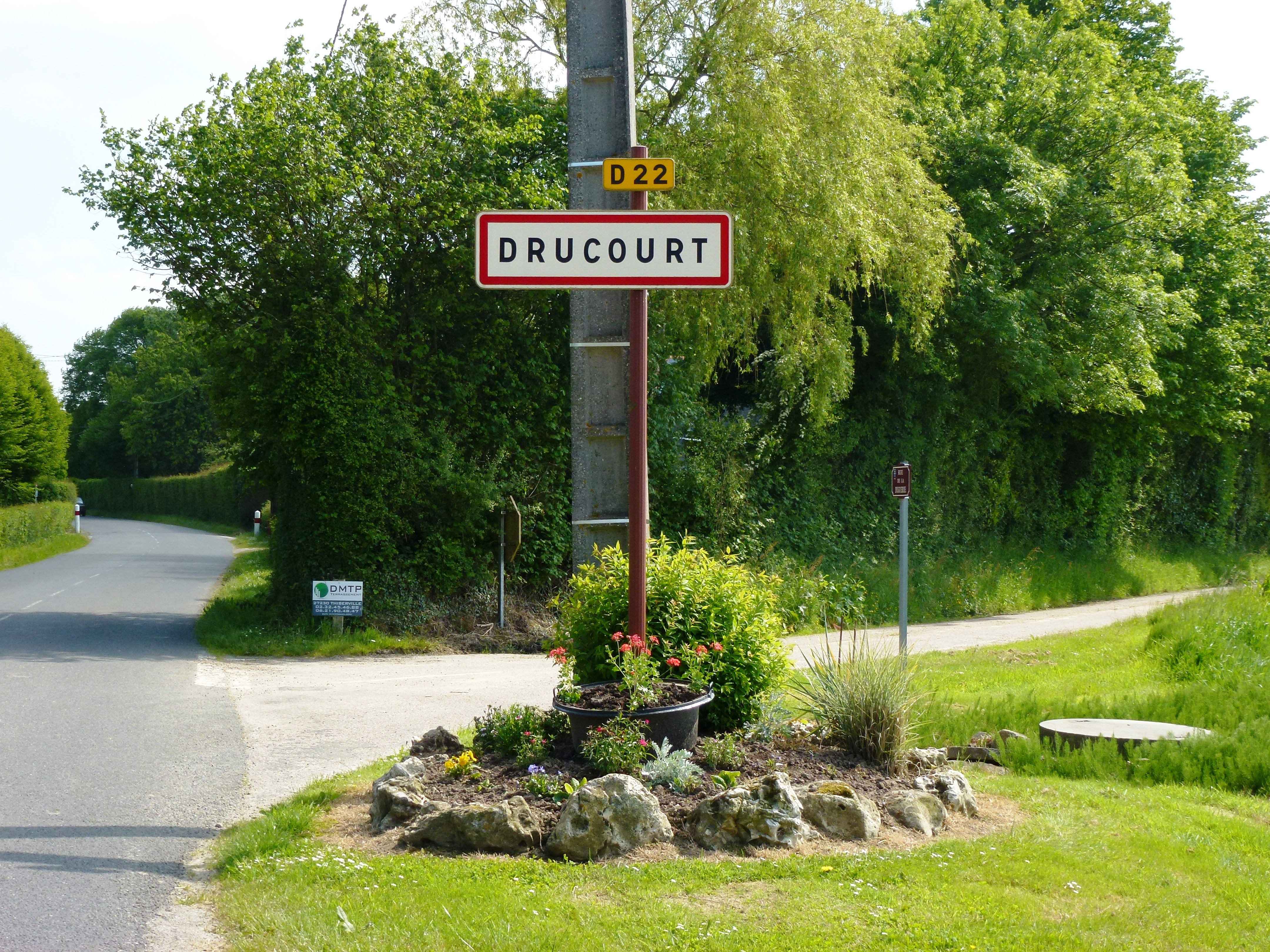

Le nom de la localité est attesté sous les formes Droacort, Droacourt, Droecourt vers 1144 et 1149 (charte de Henri II), Droscort en 1155 (charte de Goscelin Crespin), Droiencort en 1200 (Rotuli Normanniæ), Drocourt en 1226 (cartulaire du Bec), Drocicuria en 1314 (charte de Louis le Hutin), Droecort en 1320 (assiette du comté de Beaumont), Droucourt en 1370 (cartulaire de Beaumont), Drocour en 1722 (Masseville).
Il s'agit d'une formation toponymique  en -court. Plutôt que d'y voir un nom de personne germanique (ici Drudo), comme c'est le cas pour la plupart des noms de ce type, il peut s'agir de l'adjectif dru « fort », issu du gaulois *druto, ce qui explique le féminin des formes Droa- / Drue- du XIIe siècle, -court étant féminin. On retrouve d'ailleurs, dans la région, ce même adjectif dru directement associé à des appellatifs postposés : Druval, Drubec, etc.

## Histoire

### La rubanerie à Drucourt
L'industrie rubanière est durant un siècle et demi une activité essentielle du village, qui date du début du XVIIIe siècle ; on relève alors le nom de 10 rubantiers à Drucourt en 1723, 12 fabricants et 234 emplois en 1834. Les textiles employés étaient le lin du Lieuvin, le chanvre et le coton.
Le métier de rubanier demandait un apprentissage d'environ six mois qui se faisait le plus souvent en famille : on était rubanier de père en fils. Le rubanier était généralement propriétaire de son outil de travail et celui-ci transmis de père en fils par le contrat de mariage et placé dans une petite pièce spéciale dite ouvreux et située au levant de la maison et dont les petites ouvertures pratiquées entre les colombages (ou des colombages ajourés dit cassis) permettaient à la lumière d'éclairer le métier.
Les rubaniers étaient généralement agriculteurs et ils travaillaient sur leur métier en dehors des périodes de travaux dans les champs. Le travail sur le métier demandait une position courbée, et une certaine force ; il était réservé aux hommes.
Les femmes avaient un métier spécifique, celui de « fileuse » et pour cette activité, elles utilisaient un rouet et un dévidoir. Au cours de la seconde moitié du XVIIIe siècle, la rubanerie se développe dans le Lieuvin ; on dénombre sept fabricants à Drucourt en 1881 et la plus grosse manufacture emploie 40 ouvriers.
L'activité décline à partir de 1860, mais reste importante : elle est naturellement réduite durant la Première Guerre mondiale , période où une part de la main d’œuvre est envoyée à l'armée, et, en 1933, 700 ouvriers, répartis sur 9 usines du secteur de Thiberville, produisent 500 000 mètres de rubans de lin et de coton par jour. En 1937, l'activité se concentre à Drucourt, Duranville, Fontaine-la-Louvet et Thiberville puis cesse après la Seconde Guerre mondiale,.

## Politique et administration

### Rattachements administratifs et électoraux

#### Rattachements administratifs
La commune se trouve dans l'arrondissement de Bernay du département de l'Eure.
Elle faisait partie depuis 1793 du canton de Thiberville. Dans le cadre du redécoupage cantonal de 2014 en France, cette circonscription administrative territoriale a disparu, et le canton n'est plus qu'une circonscription électorale.

#### Rattachements électoraux
Pour les élections départementales, la commune fait partie depuis 2014 du canton de Beuzeville
Pour l'élection des députés, elle fait partie de la troisième circonscription de l'Eure.

### Intercommunalité
Drucourt était membre de la communauté de communes du canton de Thiberville, un établissement public de coopération intercommunale (EPCI) à fiscalité propre créé fin 1996 et auquel la commune avait transféré un certain nombre de ses compétences, dans les conditions déterminées par le code général des collectivités territoriales.
Dans le cadre des dispositions de la loi portant nouvelle organisation territoriale de la République du 7 août 2015, qui prévoit que les établissements publics de coopération intercommunale (EPCI) à fiscalité propre doivent avoir un minimum de 15 000 habitants, cette intercommunalité a fusionné avec ses voisines pour former, le 1er janvier 2017, la communauté de communes Lieuvin Pays d'Auge, dont est désormais membre la commune.

### Liste des maires
| Période                                  | Période                        | Identité                   | Étiquette       | Qualité |
| ---------------------------------------- | ------------------------------ | -------------------------- | --------------- | --- |
| Les données manquantes sont à compléter. |                                |                            |                 | |
|                                          |                                |                            |                 | |
| 1842                                     |                                | Pierre-Vincent Conard fils |                 | Fabricant Conseiller d’arrondissement de Thiberville (1833 → 1848)                                                                                  |
| avant 1862                               |                                | Vincent Conard             |                 | Conseiller d’arrondissement |
|                                          |                                |                            |                 | |
|                                          |                                | Maurice Mesnil             | Union nationale | Industriel Conseiller d’arrondissement de Thiberville (1934 → 1940) Conseiller général de Thiberville (1945 → 1955) Officier de la Légion d'honneur |
|                                          |                                |                            |                 | |
| 1989                                     | 2008                           | Gérard Descourtis          | SE              | Maçon |
| mars 2008                                | avril 2014                     | Philippe Touflet           | SE              | Retraité |
| avril 2014                               | mai 2020                       | Nicolle Morineau           | DVD             | Photographe de presse retraitée |
| mai 2020                                 | En cours (au 22 décembre 2023) | Nicolas Thuret             |                 | Cadre technico commercial |

Le nombre d'habitants, au dernier recensement, étant compris entre 500 et 1499, le nombre de membres du conseil municipal est de 15.

## Équipements et services publics
Un petit marché de producteurs locaux se tient le samedi matin, place de la mairie.

### Espaces publics
La commune a été labellisée Trois fleurs lors du concours des villes et villages fleuris en 2023.

## Population et société

### Démographie
L'évolution du nombre d'habitants est connue à travers les recensements de la population effectués dans la commune depuis 1793. Pour les communes de moins de 10 000 habitants, une enquête de recensement portant sur toute la population est réalisée tous les cinq ans, les populations de référence des années intermédiaires étant quant à elles estimées par interpolation ou extrapolation. Pour la commune, le premier recensement exhaustif entrant dans le cadre du nouveau dispositif a été réalisé en 2005.

En 2022, la commune comptait 576 habitants, en évolution de −4,48 % par rapport à 2016 (Eure : −0,25 %, France hors Mayotte : +2,11 %).
| 1793  | 1800  | 1806  | 1821  | 1831  | 1836  | 1841  | 1846  | 1851  |
| ----- | ----- | ----- | ----- | ----- | ----- | ----- | ----- | ----- |
| 1 159 | 1 060 | 1 254 | 1 222 | 1 304 | 1 318 | 1 307 | 1 254 | 1 230 |

| 1856  | 1861  | 1866  | 1872  | 1876  | 1881 | 1886 | 1891 | 1896 |
| ----- | ----- | ----- | ----- | ----- | ---- | ---- | ---- | ---- |
| 1 165 | 1 212 | 1 114 | 1 030 | 1 002 | 908  | 904  | 842  | 776  |

| 1901 | 1906 | 1911 | 1921 | 1926 | 1931 | 1936 | 1946 | 1954 |
| ---- | ---- | ---- | ---- | ---- | ---- | ---- | ---- | ---- |
| 788  | 801  | 697  | 608  | 618  | 557  | 529  | 499  | 516  |

| 1962 | 1968 | 1975 | 1982 | 1990 | 1999 | 2005 | 2006 | 2010 |
| ---- | ---- | ---- | ---- | ---- | ---- | ---- | ---- | ---- |
| 482  | 461  | 469  | 512  | 554  | 614  | 598  | 590  | 608  |

| 2015 | 2020 | 2022 | - | - | - | - | - | - |
| ---- | ---- | ---- | - | - | - | - | - | - |
| 596  | 584  | 576  | - | - | - | - | - | - |

### Manifestations culturelles et festivités
L'association Auto-rétro de Drucourt organise une concentration de voitures anciennes, une bourse de pièces détachées et une foire à tout dans la commune, dont la 12e édition a eu lieu le 1er octobre 2023,.

### Médias
Le trimestriel l'Esprit de clocher relate les nouvelles de la commune.

## Culture locale et patrimoine

### Lieux et monuments
La commune de Drucourt compte deux édifices inscrits au titre des monuments historiques :
- L'église Notre-Dame (XIe, XVIe, XVIIe et XVIIIe)  Inscrit MH (1954)[39].
- L'ancien château du Bosc-Henry[40] (XVIIe et XVIIIe)  Inscrit MH (1954)[41]. Le corps central du château est  abattu en 1835, laissant deux pavillons esseulés.

On peut également noter : 
- Musée de la rubannerie, installé depuis 2014 dans l'ancienne salle du catéchisme, derrière la mairie, et qui présente  l’histoire industrielle du bassin de Thiberville, où se trouvaient plusieurs entreprises fabriquant petites et grosses bobines de tissu[24],[42]
- Le camping des Etangs du Bois-Guillaume, où sont organisés des tournois de pêche.
- Centre équestre de La Bazane[43].

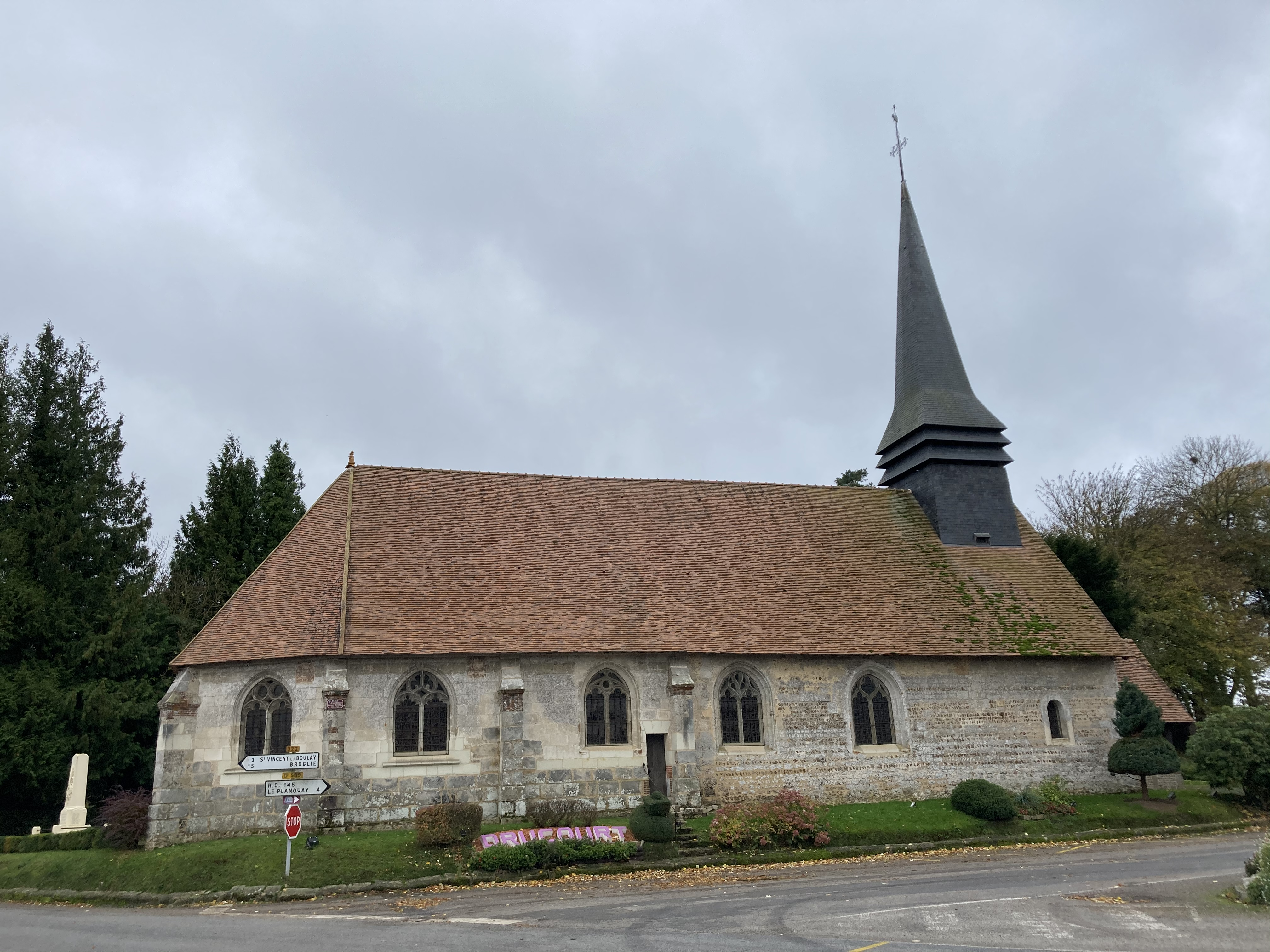
L'église Notre-Dame.
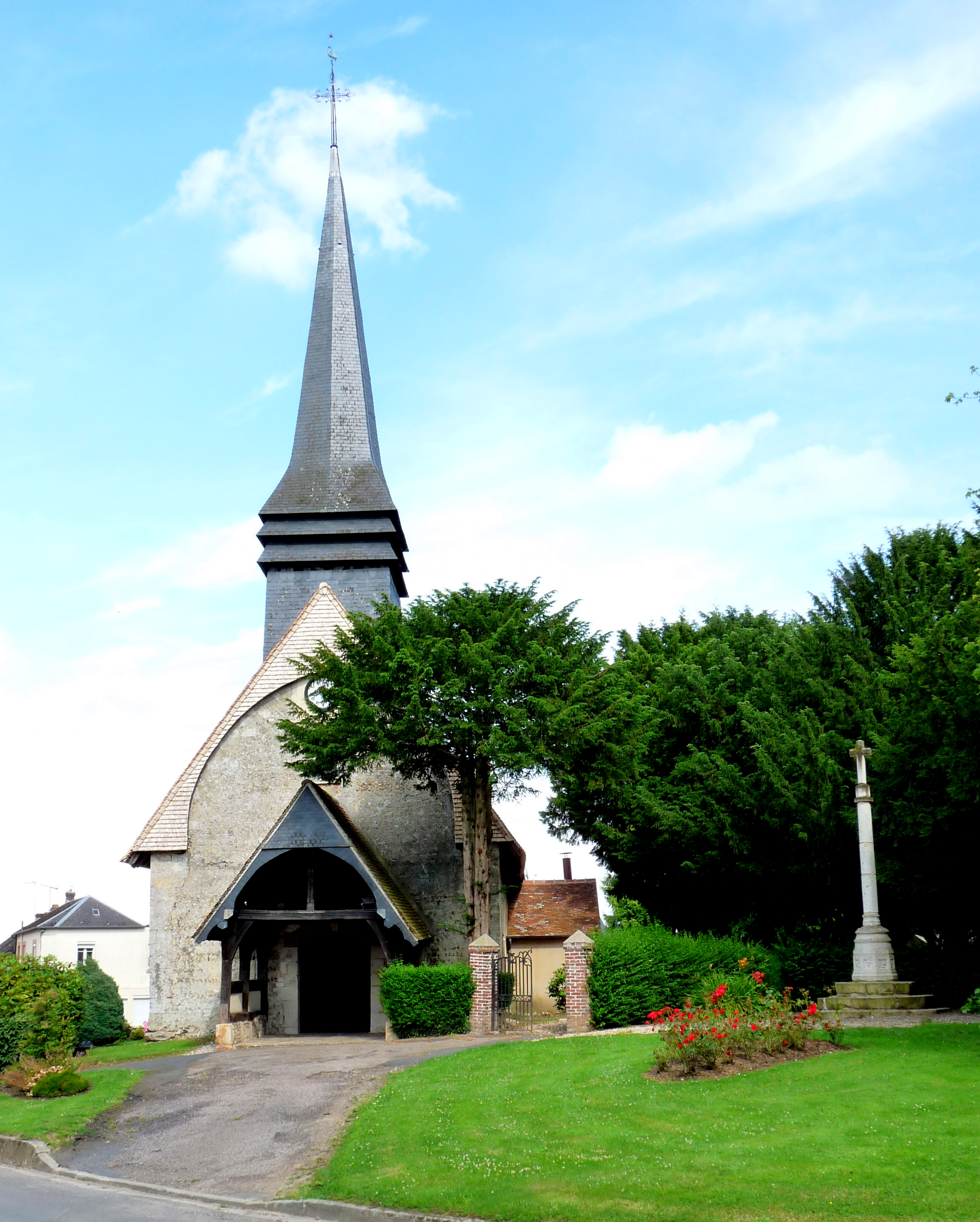
L'église Notre-Dame.
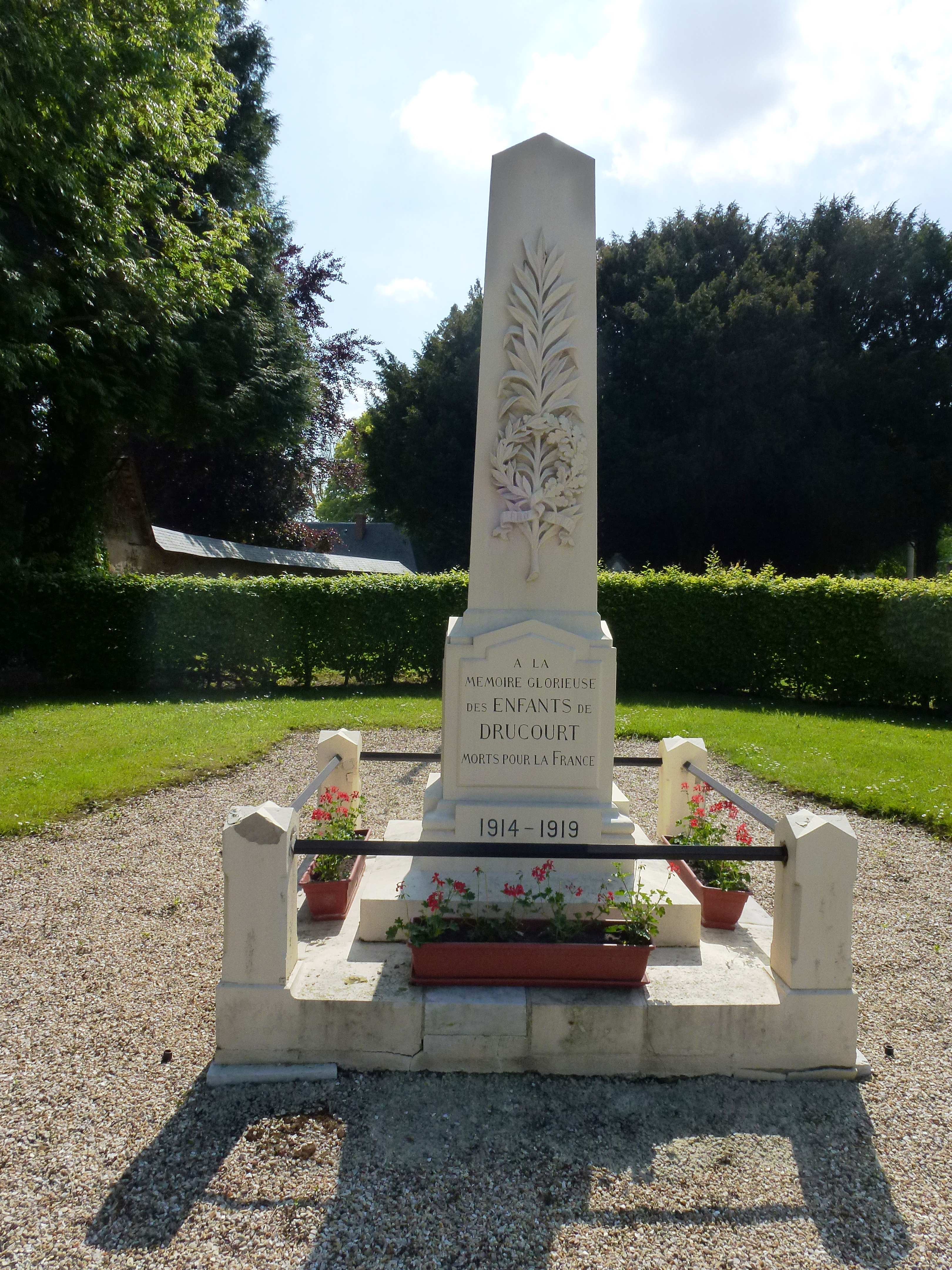
Monument aux morts.
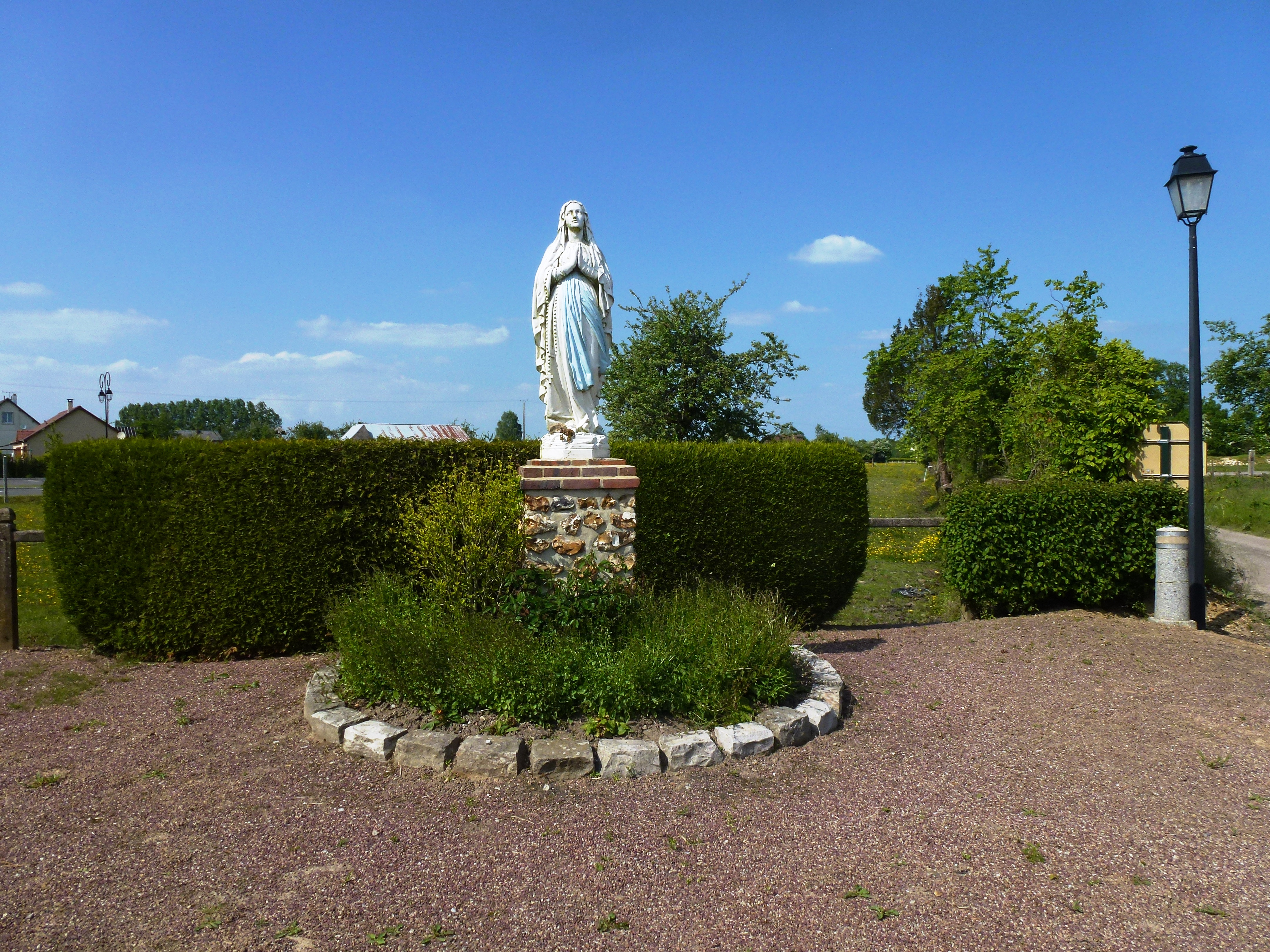
Statue de la Vierge.

### Personnalités liées à la commune
- Augustin de Boschenry de Drucourt (1703 à Drucourt - 1762), officier de marine et administrateur colonial français.
- André Robert Eugène Barbey, dit Michel Barbey (1927-),  comédien français, y est né.

### Héraldique
| Blason de Drucourt | Blason  | D’azur au ruban d’argent posé en fasce accompagné en chef d’un léopard et en pointe d’une croisette de malte, le tout d’or.        |
| Blason de Drucourt | Détails | Le léopard d'or des armoiries de Drucourt rappelle les armoiries de la Normandie. Le statut officiel du blason reste à déterminer. |

## Pour approfondir